# デリリアント
デリリアント（英:deliriants）とは、せん妄 (delirium) を誘発させる物質を指す。日本語で譫妄誘発薬と訳されることがある。抗コリン作用を有する特殊な薬剤により精神錯乱状態を引き起こす。化学兵器としても使用されており、化学戦エージェントBZガス（3-キヌクリジニルベンジラート）は、非常に強力な軍用無力化ガスである。